# Plaza Tower One
Le Plaza Tower One est un gratte-ciel de bureaux de 105 mètres de hauteur  construit à Greenwood Village dans la banlieue de Denver en 1985. C'est le seul gratte-ciel de Greenwood Village.
L'immeuble est desservie par 11 ascenseurs.
L'architecte est l'agence WZMH Architects